# KEAP1
KEAP1 (engl. Kelch-like ECH-associated protein 1) protein je koji je kod ljudi kodiran Keap1 genom.

## Struktura
Keap1 sadrži četiri odvojena proteinska domena. N-terminalni Brodov kompleks, Tramtrak i Bric-à-Brac (BTB) domen u kome je Cys151 ostatak, koji je jedan od važnih cisteina u detekciji stresa. IVR domen sadrži dva kritična cisteinska ostatka, Cys273 i Cys288, koji su druga grupa važnih cisteina za detekciju stresa. Domeni dvostrukog glicinskog ponavljanja (DGR) i C-terminalni region (CTR) zajedno formiraju strukturu β-propelera, putem koje Keap1 formira interakcije sa Nrf2.

## Interactions
Keap1 formira interakcije sa Nrf2, glavnim regulatorom antioksidansnog responsa, koji je važan za amelioraciju oksidativnog stresa.

## Literatura
- Zhang DD (2007). „Mechanistic studies of the Nrf2-Keap1 signaling pathway”. Drug Metab. Rev. 38 (4): 769—89. PMID 17145701. doi:10.1080/03602530600971974.
- Nagase T; Seki N; Tanaka A;  . (1996). „Prediction of the coding sequences of unidentified human genes. IV. The coding sequences of 40 new genes (KIAA0121-KIAA0160) deduced by analysis of cDNA clones from human cell line KG-1”. DNA Res. 2 (4): 167—74, 199—210. PMID 8590280. doi:10.1093/dnares/2.4.167.
- Itoh K; Wakabayashi N; Katoh Y;  . (1999). „Keap1 represses nuclear activation of antioxidant responsive elements by Nrf2 through binding to the amino-terminal Neh2 domain”. Genes Dev. 13 (1): 76—86. PMC 316370 . PMID 9887101. doi:10.1101/gad.13.1.76.
- Dhakshinamoorthy S, Jaiswal AK (2001). „Functional characterization and role of INrf2 in antioxidant response element-mediated expression and antioxidant induction of NAD(P)H:quinone oxidoreductase1 gene”. Oncogene. 20 (29): 3906—17. PMID 11439354. doi:10.1038/sj.onc.1204506.
- Sekhar KR; Spitz DR; Harris S;  . (2002). „Redox-sensitive interaction between KIAA0132 and Nrf2 mediates indomethacin-induced expression of gamma-glutamylcysteine synthetase”. Free Radic. Biol. Med. 32 (7): 650—62. PMID 11909699. doi:10.1016/S0891-5849(02)00755-4.
- Velichkova M; Guttman J; Warren C;  . (2002). „A human homologue of Drosophila kelch associates with myosin-VIIa in specialized adhesion junctions”. Cell Motil. Cytoskeleton. 51 (3): 147—64. PMID 11921171. doi:10.1002/cm.10025.
- Zipper LM, Mulcahy RT (2002). „The Keap1 BTB/POZ dimerization function is required to sequester Nrf2 in cytoplasm”. J. Biol. Chem. 277 (39): 36544—52. PMID 12145307. doi:10.1074/jbc.M206530200.
- Sekhar KR, Yan XX, Freeman ML (2002). „Nrf2 degradation by the ubiquitin proteasome pathway is inhibited by KIAA0132, the human homolog to INrf2”. Oncogene. 21 (44): 6829—34. PMID 12360409. doi:10.1038/sj.onc.1205905.
- Strausberg RL; Feingold EA; Grouse LH;  . (2003). „Generation and initial analysis of more than 15,000 full-length human and mouse cDNA sequences”. Proc. Natl. Acad. Sci. U.S.A. 99 (26): 16899—903. PMC 139241 . PMID 12477932. doi:10.1073/pnas.242603899.
- Bloom DA, Jaiswal AK (2004). „Phosphorylation of Nrf2 at Ser40 by protein kinase C in response to antioxidants leads to the release of Nrf2 from INrf2, but is not required for Nrf2 stabilization/accumulation in the nucleus and transcriptional activation of antioxidant response element-mediated NAD(P)H:quinone oxidoreductase-1 gene expression”. J. Biol. Chem. 278 (45): 44675—82. PMID 12947090. doi:10.1074/jbc.M307633200.
- Cullinan SB; Zhang D; Hannink M;  . (2003). „Nrf2 is a direct PERK substrate and effector of PERK-dependent cell survival”. Mol. Cell. Biol. 23 (20): 7198—209. PMC 230321 . PMID 14517290. doi:10.1128/MCB.23.20.7198-7209.2003.
- Ota T; Suzuki Y; Nishikawa T;  . (2004). „Complete sequencing and characterization of 21,243 full-length human cDNAs”. Nat. Genet. 36 (1): 40—5. PMID 14702039. doi:10.1038/ng1285.
- Colland F; Jacq X; Trouplin V;  . (2004). „Functional proteomics mapping of a human signaling pathway”. Genome Res. 14 (7): 1324—32. PMC 442148 . PMID 15231748. doi:10.1101/gr.2334104.
- Kobayashi A; Kang MI; Okawa H;  . (2004). „Oxidative stress sensor Keap1 functions as an adaptor for Cul3-based E3 ligase to regulate proteasomal degradation of Nrf2”. Mol. Cell. Biol. 24 (16): 7130—9. PMC 479737 . PMID 15282312. doi:10.1128/MCB.24.16.7130-7139.2004.
- Strachan GD; Morgan KL; Otis LL;  . (2004). „Fetal Alz-50 clone 1 interacts with the human orthologue of the Kelch-like Ech-associated protein”. Biochemistry. 43 (38): 12113—22. PMID 15379550. doi:10.1021/bi0494166.
- Li X, Zhang D, Hannink M, Beamer LJ (2005). „Crystal structure of the Kelch domain of human Keap1”. J. Biol. Chem. 279 (52): 54750—8. PMID 15475350. doi:10.1074/jbc.M410073200.
- Zhang DD; Lo SC; Cross JV;  . (2004). „Keap1 is a redox-regulated substrate adaptor protein for a Cul3-dependent ubiquitin ligase complex”. Mol. Cell. Biol. 24 (24): 10941—53. PMC 533977 . PMID 15572695. doi:10.1128/MCB.24.24.10941-10953.2004.
- Li X, Zhang D, Hannink M, Beamer LJ (2005). „Crystallization and initial crystallographic analysis of the Kelch domain from human Keap1”. Acta Crystallogr. D Biol. Crystallogr. 60 (Pt 12 Pt 2): 2346—8. PMID 15583386. doi:10.1107/S0907444904024825.
- Furukawa M, Xiong Y (2005). „BTB protein Keap1 targets antioxidant transcription factor Nrf2 for ubiquitination by the Cullin 3-Roc1 ligase”. Mol. Cell. Biol. 25 (1): 162—71. PMC 538799 . PMID 15601839. doi:10.1128/MCB.25.1.162-171.2005.
- Hosoya T; Maruyama A; Kang MI;  . (2005). „Differential responses of the Nrf2-Keap1 system to laminar and oscillatory shear stresses in endothelial cells”. J. Biol. Chem. 280 (29): 27244—50. PMID 15917255. doi:10.1074/jbc.M502551200.